# Bert Lahr
Bert Lahr, pseudoniem van Irving Lahrheim, (New York, 13 augustus 1895 - aldaar, 4 december 1967) was een Amerikaanse acteur en komiek. Zijn loopbaan besloeg de jaren 1929 tot en met 1967.
Lahr is tegenwoordig het meest bekend door zijn spel in The Wizard of Oz, de film uit 1939 waarin hij zowel de rol van de boerenknecht Zeke speelde als die van de leeuw (Cowardly Lion). In zijn tijd was hij vooral populair vanwege zijn werk in burleske, vaudeville en op Broadway. Met zijn optreden in de musical Foxy won hij in 1964 een Tony Award voor de beste mannelijke hoofdrol in een musical. Zijn dood in 1967 dwong de producers van de film The Night They Raided Minsky's om voor sommige scènes een stand-in te zoeken.
- Bibsys: 5074797
- Biblioteca Nacional de España: XX1544176
- Bibliothèque nationale de France: cb13941605k (data)
- Gemeinsame Normdatei: 134608119
- International Standard Name Identifier: 0000 0003 6849 5612
- Library of Congress Control Number: n82213991
- MusicBrainz: de707a59-d914-4553-88e6-f09e1adf5690
- National Archives and Records Administration: 10569472
- Nationale Bibliotheek van Tsjechië: xx0187355
- Nationale Bibliotheek van Israël: 987007272651305171
- SNAC: w6b27xt6
- Virtual International Authority File: 37106579
- WorldCat: E39PBJfX4P7RrR9WdDDMtCdqQq